# Remedios T. Romualdez (Agusan del Norte)
Remedios T. Romualdez is een gemeente in de Filipijnse provincie Agusan del Norte op het eiland Mindanao. Bij de laatste census in 2007 had de gemeente bijna 15 duizend inwoners.

## Geografie

### Bestuurlijke indeling
Remedios T. Romualdez is onderverdeeld in de volgende 8 barangays:
- Balangbalang
- Basilisa
- Humilog
- Panaytayon
- San Antonio
- Tagbongabong
- Poblacion I
- Poblacion II

## Demografie
Remedios T. Romualdez had bij de census van 2007 een inwoneraantal van 14.976 mensen. Dit zijn 1.617 mensen (12,1%) meer dan bij de vorige census van 2000. De gemiddelde jaarlijkse groei komt daarmee uit op 1,59%, hetgeen lager is dan het landelijk jaarlijks gemiddelde over deze periode (2,04%). Vergeleken met de census van 1995 is het aantal mensen met 2.355 (18,7%) toegenomen.

De bevolkingsdichtheid van Remedios T. Romualdez was ten tijde van de laatste census, met 14.976 inwoners op 79,15 km², 189,2 mensen per km².